# Качкі (Поморське воєводство)
Качкі (пол. Kaczki) — село в Польщі, у гміні Тромбки-Великі Ґданського повіту Поморського воєводства.
Населення — 371 особа (2011).
У 1975-1998 роках село належало до Гданського воєводства.

## Демографія
Демографічна структура станом на 31 березня 2011 року:
|          | Загалом | Допрацездатний вік | Працездатний вік | Постпрацездатний вік |
| -------- | ------- | ------------------ | ---------------- | -------------------- |
| Чоловіки | 187     | 51                 | 125              | 11                   |
| Жінки    | 184     | 51                 | 111              | 22                   |
| Разом    | 371     | 102                | 236              | 33                   |